# 吴贻芳

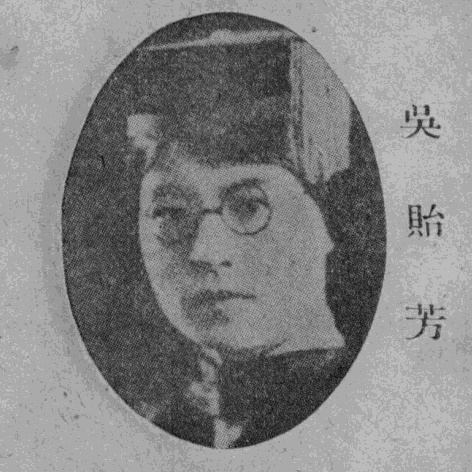
《民国名人图鉴》中的吳貽芳照片

吴贻芳（1893年1月26日—1985年11月10日），女，祖籍江苏泰兴，出生于湖北武昌，中国教育家、社会活动家，基督徒。她是中国第一届女大学生、第二位大学女校长、第一个女副省长，也是世界上第一位在《联合国宪章》上签字的女性。

## 生平
吴贻芳祖籍江苏泰兴，出生于湖北武昌。1909年，父亲吴守训因公案投江自尽。1912年，在清华学堂读书的哥哥吴贻榘跳黄浦江自杀，母亲朱诗阁在双重打击下离世，姐姐吴贻芬在为母亲守灵的夜晚悬梁自尽。吴贻芳遂和祖母、妹妹迁至姨父陈叔通家。1916年考入金陵女子大学，同年在上海浸会怀恩堂受洗。她是金陵女大首届毕业生。毕业后任教于北京女子高等师范学校。1921年出国留学，1928年获美国密歇根大学生物学博士学位。

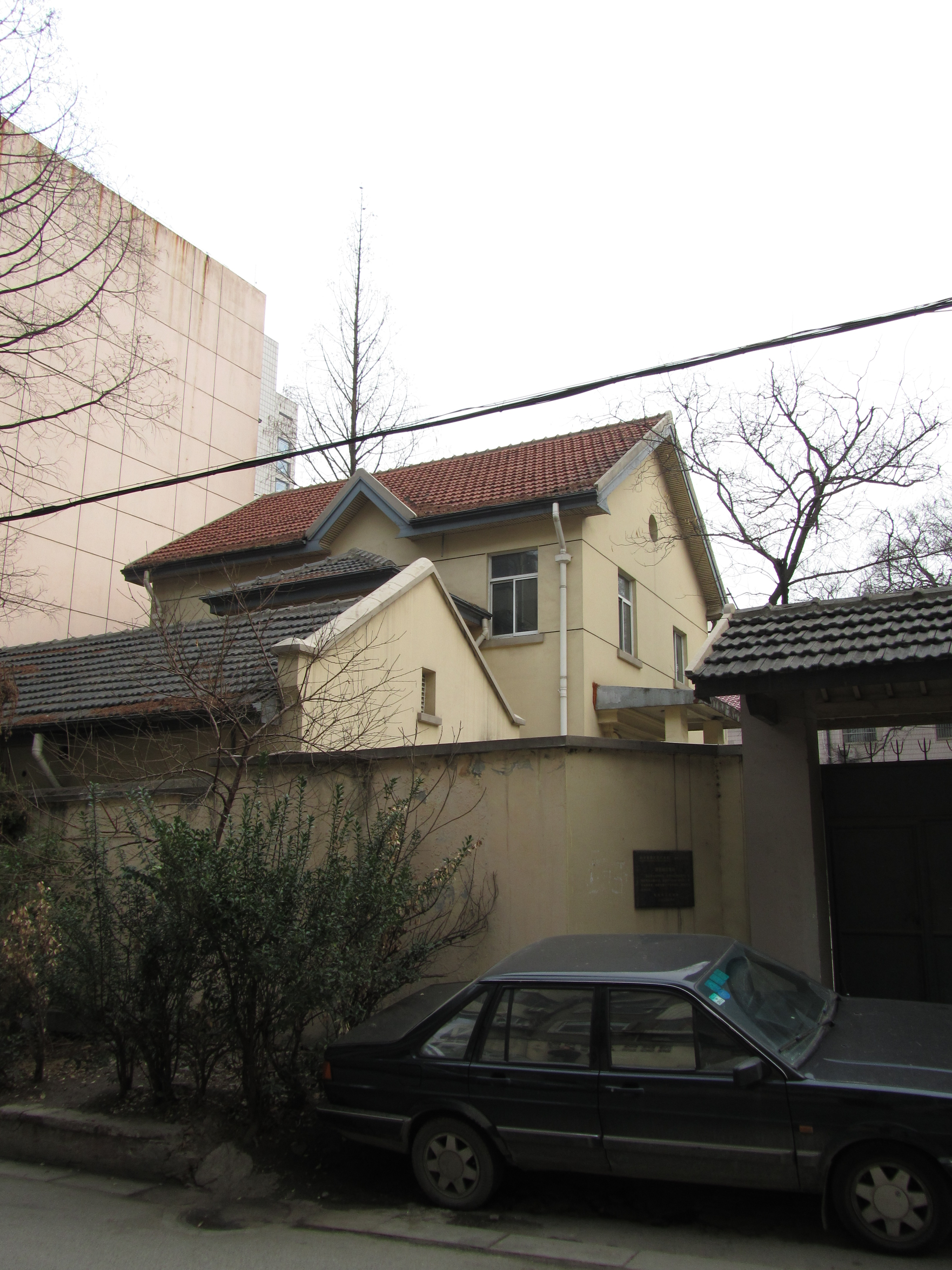
南京傅厚岗15号，原吴贻芳寓所

毕业后回国，任金陵女子大学（1930年更名金陵女子文理学院）校长，成为中華民國高等教育史上的第一位大学女校长。将金女大掌管得有声有色，蜚声海外。
1951年金女大和金大合并，吴贻芳任金陵大学校务委员会副主任委员。
中华人民共和国时期，吴贻芳历任南京师范大学名誉校长，江苏省教育厅厅长、江苏省人民政府副省长、江苏省政协副主席，中国基督教三自爱国运动委员会副主席（1954年）、第三届名誉主席，全国妇联副主席。
1979年获密歇根大学为世界杰出女性专设的“智慧女神”奖。
1985年11月10日，吴贻芳在南京去世。

## 家庭
父亲吴守训，母亲朱诗阁，哥哥吴贻榘，姐姐吴贻芬，妹妹吴贻荃。二姨父是实业家、学者、社会活动家陈叔通，二姨母朱君宜，表妹是学者、教育家、社会活动家陈慧。